# Ammerbach (Saale)
Der Ammerbach ist ein linker Nebenbach der Saale.
Der Ammerbach entspringt in einem Saale-Seitental beim zu Jena gehörenden Ammerbach, das nach dem Bach benannt wurde. Von dort fließt er durch Ammerbach und entlang der Ammerbacher Straße weiter nach Osten. In der Ernst-Abbe-Siedlung ist der Bachlauf stark begradigt und erreicht zwischen Lilienweg und Tulpenweg die Rudolstädter Straße. Östlich der Bahnschienen der Saalbahn mündet er schließlich in die Saale.
Im Einzugsgebiet des Ammerbachs liegen die Orte bzw. Ortsteile Bucha, Coppanz, Nennsdorf und Oßmaritz. Im Jahr 2014 wurde der ökologische Zustand des Ammerbachs wegen hohen Phosphorgehalts und hoher organischer Belastung als schlecht bewertet. Frachtreduzierende abwassertechnische Maßnahmen sind in Bucha und Coppanz geplant bzw. zum Teil auch schon umgesetzt. In den letzten Jahren ist nun allerdings zu beobachten, dass insbesondere in den Sommermonaten der Wasserzufluss aus Richtung Bucha über Nennsdorf immer öfter zum Erliegen kommt. Im Ammerbach lebende Fische sind daher nur immer weiter bachabwärts zu beobachten (früher bis etwa zur Brücke des Nennsdorfer Wegs über den Ammerbach; nun erst in der Grünen Aue (Stand August 2020)).